# Na Khu (huyện)
Na Khu (tiếng Thái: นาคู) là một huyện (‘‘amphoe’’) ở phía đông tỉnh Kalasin, đông bắc Thái Lan.

## Địa lý
Các huyện giáp ranh (từ phía nam theo chiều kim đồng hồ) là Khao Wong, Kuchinarai và Huai Phueng của tỉnh Kalasin, Phu Phan và Tao Ngoi của tỉnh Sakon Nakhon,  Dong Luang của tỉnh Mukdahan.

## Lịch sử
Tiểu huyện (King Amphoe) đã được thành lập ngày 1 tháng 4 năm 1995, khi đơn vị này được tách từ Khao Wong.
Theo quyết định của chính phủ Thái Lan ngày 15 tháng 5 năm 2007, tất cả 81 tiểu huyện đều được nâng thành huyện. Với việc đăng Công báo hoàng gia ngày 24 tháng 8, quyết định nâng cấp này thành chính thức.

## Hành chính
Huyện này được chia thành 5 phó huyện (tambon), các đơn vị này lại được chia thành 54 làng (muban). Na Khu là một thị trấn (thesaban tambon) nằm trên một phần của tambon Na Khu. Ngoài ra có 5 tổ chức hành chính tambon (TAO).
| Số TT | Tên            | Tên tiếng Thái | Số làng | Dân số |  |
| ----- | -------------- | -------------- | ------- | ------ |  |
| 1.    | Na Khu         | นาคู            | 13      | 9.799  |  |
| 2.    | Sai Na Wang    | สายนาวัง        | 8       | 4.117  |  |
| 3.    | Non Na Chan    | โนนนาจาน       | 9       | 4.747  |  |
| 4.    | Bo Kaeo        | บ่อแก้ว          | 14      | 8.780  |  |
| 5.    | Phu Laen Chang | ภูแล่นช้าง        | 10      | 4.067  |  |